# Chiesa di San Nicolò (Naturno)
La chiesa di San Nicolò (in tedesco Kirche St. Nikolaus) è la parrocchiale di Tablà (Tabland), frazione di Naturno (Naturns) in Alto Adige. Appartiene al decanato di Naturno della diocesi di Bolzano-Bressanone e risale al XV secolo.

## Descrizione
La chiesa è un monumento sottoposto a provvedimento di vincolo col numero 16234 nella provincia autonoma di Bolzano.